# جيش أبي بكر الصديق السلفي
جيش أبي بكر الصديق السلفي منظمة عراقية تنتسب إلى الإسلام السني عرف عنها أنها قامت باعتقال وأسر ما يقارب 564 عنصر من أفراد الشرطة والجيش وأطلقت سراح بعضهم بعد التحقيق معهم وآخرون ما زالوا محتجزين لديها. ونشرت ما يقارب 100 فيلم عن عمليتها وتنشط في الأنبار وبغداد وديالى.

## الانضمام للدولة الإسلامية
وانضم جيش أبو بكر السلفي إلى دولة العراق الإسلامية بعد مقتل أمير دولة العراق الإسلامية أبو عمر البغدادي ووزير الحرب أبو حمزة المهاجر وجاء هذا في بيان رسمي صدر من المتحدث الإعلامي باسم الدولة جاء يحمل تعزية في مقتل القائدين والبشرة بهذا الخبر.

## نفي الانضمام للدولة الإسلامية
صدر بعدها بيان من الهيئة الإعلامية لجيش أبي بكر الصديق يكذب فيه ما نشرته دولة العراق الإسلامية من انضمام الجيش تحت راية الدولة لاختلافهم في الأمور السياسة الشرعية، وأن من وافق على الانضمام هم 9 من قادتهم بينما رفض 10 آخرون ووصف البيان أن 9 المنضمين للدولة الإسلامية عرف عنهم المداهنة والرياء وأنهم كانوا يغيرون كلمتهم ومواقفهم كلما التقوا بأي فريق.